# ASV Hamm-Westfalen
Der ASV Hamm-Westfalen e. V. ist ein Handballverein aus der Stadt Hamm in Nordrhein-Westfalen. Der ASV Hamm-Westfalen (bis 2017 noch ASV Hamm 04/69 Handball) ist Inhaber der Spielberechtigung für den Handball-Bundesligisten Handballspielgemeinschaft Ahlen-Hamm in der Saison 2010/11 gewesen und trat bis Ende der Saison 2021/22 als ASV Hamm-Westfalen in der 2. Handball-Bundesliga an. Im Jahr 2022 gelang der erneute Aufstieg in die Handball-Bundesliga. Spielort der Mannschaft ist die Westpress Arena in Hamm. Zweite Spielstätte des ASV ist die Westfalenhalle in Dortmund.

## Entwicklung
Der ASV Hamm (Allgemeiner Sport Verein Hamm) wurde im Jahre 1904 gegründet und konnte im Jahre 2004 seinen 100. Geburtstag feiern. Er gehört damit zu den Traditionsvereinen im westfälischen Hamm.
Erste Erfolge erzielten Hammer Handballer noch auf Handball-Großfeldern ortsansässiger oder ortsnaher Vereine. Mit Beginn der 1960er Jahre wurde der Handballsport dann zunehmend in die Sporthallen der Städte und Gemeinden verlagert, die heute die Großstadt Hamm bilden. Vereine wie der TuS Werries oder der SV Ostwennemar waren schon zwischen 1946 und 1951 in der damals höchsten Spielklasse – der sogenannten Gauliga – aktiv.
Wiederholte Erfolge der Hammer Handballclubs begünstigten die Entwicklung zu einer Handball-Hochburg, mit einer vergleichbar langen Tradition wie die in den benachbarten Handballzentren Ostwestfalen-Lippes.
Der Aufstieg zum heutigen Bundesligisten begann mit der Vereinigung von TV Eintracht Ostwennemar, Germania Mark Werries und TuS Werries zum ASV 04/69 Hamm, der die Kräfte der Vereine im Hammer Osten bündelte. 1998 erfolgte eine weitere Verselbständigung der verschiedenen Sportabteilungen des Vereins. Diese war notwendig, um den Abteilungen mehr Freiheit bei der Entwicklung zu gewähren und um zu vermeiden, dass die wirtschaftlichen Schwierigkeiten der ASV Hammer Eisbären den Gesamtverein ASV Hamm beeinträchtigten. Die Eisbären spielten die Saison 1997/1998 nicht mehr zu Ende und wurden aufgelöst. Im Rahmen der Trennung erhielt der Verein seinen heutigen Namen ASV Hamm 04/69 Handball e. V.
Die von Ex-Nationalspieler Kay Rothenpieler trainierte erste Herrenmannschaft stieg zu Beginn der Saison 2003/04 in die Regionalliga auf. Nach zwei Jahren in der Regionalliga stieg der ASV 2005 erneut auf und spielte seit der Saison 2005/2006 in der 2. Handball-Bundesliga. Im Jahr 2010 gelang der Mannschaft als Meister der 2. Handball-Bundesliga Nord der Aufstieg in die 1. Handball-Bundesliga.
Schon zuvor am 16. Oktober 2009 hatten die Vereine ASV Hamm und Ahlener SG die Bildungen einer Spielgemeinschaft für die Bundesligen bekanntgegeben, um die Kräfte der Region zu bündeln.
Die erhofften wirtschaftlichen und sportlichen Effekte traten nicht in dem Umfang ein, wie sich das die Verantwortlichen versprochen hatten. Zwar fehlte sportlich nur ein magerer Zähler zum Klassenerhalt – auch ein immer ausverkauftes Haus sorgte für positive Schlagzeilen und einen Platz unter den Top 100 aller deutschen Sportstätten – dennoch erwies sich das ehrgeizige Projekt am Ende als eine Nummer zu groß. Denn der sportliche Druck angesichts des immensen Leistungsunterschiedes zwischen 1. und 2. Handball-Bundesliga und der zu Gunsten eines möglichst schlagkräftigen Kaders ausgereizte Etat sowie die über lange Jahre gepflegte Rivalität stellten die Verantwortlichen von Beginn der Saison an vor große Aufgaben. Diese Schwierigkeiten wurden durch eine wirtschaftliche Schieflage verschärft, die dank des Engagements der Partner und eines Gehaltsverzichts der Spieler und der Dienstleister nicht zur Insolvenz führte. Aber das Projekt HSG war aufgrund der vielen Schwierigkeiten im Sommer gescheitert. Schlusspunkt war am 29. Juni 2011 die Auflösung der HSG Ahlen-Hamm.
Beide Vereine traten in der Saison 2011/12 wieder mit eigenen ersten Mannschaften an. Die Ahlener SG, die das Spielrecht für die Drittliga-Mannschaft der HSG (HSG Youngsters) besaß, trat in der 3. Liga West an. Der ASV Hamm startete in der 2. Handball-Bundesliga unter dem Namen ASV Hamm-Westfalen.
Der Verein führt eine intensive Jugendarbeit im Damen- und Herrenbereich durch, was zu seinen sportlichen Erfolgen beiträgt. Der ASV ist dadurch weit über die westfälischen Landesgrenzen hinaus bekannt geworden. Zu den errungenen Titeln gehören etwa der Westfalenmeister der männlichen C-Jugend 1987 und der Deutsche Meister der männlichen B-Jugend 1989. Das Damen-Team des ASV hat sich in der Oberliga etabliert. Seit Sommer 2014 treten nun ASV Hamm und HSE Hamm gemeinsam als SG handball hamm im Spielbetrieb an. Die zahlreichen Erwachsenen- und Jugendteams bilden seither den Unterbau des Bundesligisten ASV Hamm-Westfalen.
Der ASV Hamm-Westfalen stieg 2022 in die Bundesliga auf. Nach einer Saison im Handball-Oberhaus stiegen die Westfalen wieder in die 2. Bundesliga ab. Im Jahr 2025 trat der ASV Hamm-Westfalen den Gang in die Drittklassigkeit an.

## Saisonbilanzen seit 2000
| Saison    | Spielklasse        | Platz | Sp | S  | U | N  | Tore      | Diff. | Punkte |
| --------- | ------------------ | ----- | -- | -- | - | -- | --------- | ----- | ------ |
| 2000/01   | Oberliga Westfalen | 06    | 26 | –  | – | –  | 0598:0601 | −3    | 26:26  |
| 2001/02   | Oberliga Westfalen | 06    | 28 | 17 | 1 | 10 | 0793:0712 | +81   | 35:21  |
| 2002/03   | Oberliga Westfalen | 01    | 24 | 21 | 2 | 1  | 0702:0568 | +134  | 44:04  |
| 2003/04   | Regionalliga West  | 06    | 28 | 14 | 3 | 11 | 0824:0750 | +74   | 31:25  |
| 2004/05   | Regionalliga West  | 01    | 30 | 25 | 0 | 05 | 0966:0796 | +170  | 50:10  |
| 2005/06   | 2. Bundesliga Nord | 06    | 38 | 22 | 3 | 13 | 1144:1086 | +58   | 47:29  |
| 2006/07   | 2. Bundesliga Nord | 05    | 34 | 17 | 3 | 14 | 0987:0979 | +8    | 37:31  |
| 2007/08   | 2. Bundesliga Nord | 03    | 34 | 22 | 4 | 08 | 1072:0994 | +78   | 48:20  |
| 2008/09   | 2. Bundesliga Nord | 03    | 34 | 25 | 4 | 05 | 1089:0934 | +155  | 54:14  |
| 2009/10   | 2. Bundesliga Nord | 01    | 32 | 27 | 3 | 02 | 1006:0827 | +179  | 57:07  |
| 2010/11 1 | 1. Bundesliga      | 17    | 34 | 06 | 3 | 25 | 0923:1038 | −115  | 15:53  |
| 2011/12   | 2. Bundesliga      | 06    | 38 | 21 | 2 | 15 | 1111:1017 | +94   | 44:32  |
| 2012/13   | 2. Bundesliga      | 15    | 36 | 11 | 6 | 19 | 1003:1030 | −27   | 28:44  |
| 2013/14   | 2. Bundesliga      | 08    | 36 | 18 | 3 | 15 | 1051:1027 | +24   | 39:33  |
| 2014/15   | 2. Bundesliga      | 09    | 38 | 17 | 8 | 13 | 1105:1057 | +48   | 42:34  |
| 2015/16   | 2. Bundesliga      | 05    | 40 | 22 | 4 | 14 | 1095:1083 | +12   | 48:32  |
| 2016/17   | 2. Bundesliga      | 11    | 38 | 17 | 2 | 19 | 1043:1014 | +29   | 36:40  |
| 2017/18   | 2. Bundesliga      | 06    | 38 | 20 | 5 | 13 | 1067:1001 | +66   | 45:31  |
| 2018/19   | 2. Bundesliga      | 04    | 38 | 23 | 6 | 09 | 1029:0960 | +69   | 52:24  |
| 2019/20   | 2. Bundesliga      | 05    | 24 | 14 | 3 | 07 | 0674:0620 | +54   | 31:17  |
| 2020/21   | 2. Bundesliga      | 09    | 36 | 14 | 7 | 15 | 0939:0948 | −9    | 35:37  |
| 2021/22   | 2. Bundesliga      | 02    | 38 | 22 | 5 | 11 | 1103:1067 | +36   | 49:27  |
| 2022/23   | 1. Bundesliga      | 018   | 34 | 3  | 2 | 29 | 0891:1091 | –200  | 08:60  |
| 2023/24   | 2. Bundesliga      | 03    | 34 | 22 | 1 | 11 | 1096:1039 | +57   | 45:23  |
| 2024/25   | 2. Bundesliga      | 17    | 34 | 12 | 5 | 17 | 1005:1017 | –12   | 29:39  |

- 1 In die Spielzeit 2010/11 der HBL startete der ASV mit dem Ahlener SG als HSG Ahlen-Hamm. Diese Spielgemeinschaft löste sich zur Saison 2011/12 wieder auf.[6]

## Spielstätte

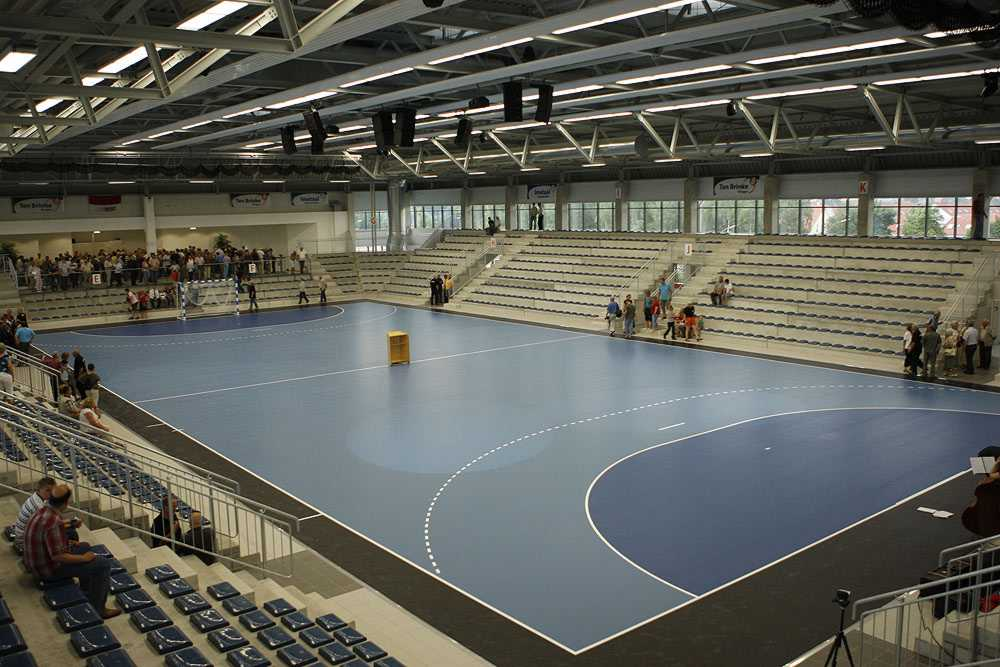
Spielfeld in der WESTPRESS arena

In der Nähe der alten Spielstätte, der Sporthalle des Freiherr-vom-Stein-Gymnasiums Hamm, wurde Anfang Juli 2008 eine neue Halle – die damalige Maxipark-Arena – mit dem Handball-Länderspiel Deutschland gegen Ägypten eröffnet. Sie trägt heute den Namen WESTPRESS arena und liegt zwischen dem Maxi-Center (Einkaufszentrum) und der Maximilian-Eissporthalle im Hammer Stadtteil Werries (Stadtbezirk Hamm-Uentrop). Die alte Spielstätte wurde zu klein und bot nicht mehr ausreichend Trainingskapazitäten für den Profisport, Plätze für Zuschauer und Raum für Hospitality. Die neue Arena umfasst 2.650 Plätze, davon sind ca. 2.000 Sitzplätze und ca. 650 Stehplätze (bis zum Sommer 2014 waren es 2.500, dann erfolgte eine Neuberechnung der Fluchtwege und damit höhere Kapazitäten im Stehplatzbereich). Sie erfüllt die Ansprüche für den Bundesligabetrieb. Die HSG Ahlen-Hamm verlegte in der Saison 2010/11 ein Spiel in die Dortmunder Westfalenhalle, dieses war mit 11.000 Zuschauern ebenso wie alle anderen Heimspiele der Saison 2010/11 in der Maxipark-Arena (mit 2.500) ausverkauft. Der Schnitt von 3.000 Zuschauern brachte der HSG eine Platzierung unter den deutschen Top 100 der Sportstätten in Bezug auf die Zuschauerzahlen im Jahr 2010 ein. Im Dezember 2019 lagerte der ASV erneut eine Partie nach Dortmund aus, mit rund 9.000 Zuschauern wurde der Zuschauerrekord für die 2. Handball-Bundesliga gegen den VfL Gummersbach nur knapp verpasst.

## Saison 2024/25

### Aktueller Kader
| Nr. | Name                     | Position | Nationalität | Geburtsdatum      | im Verein seit | vorheriger Verein              |
| --- | ------------------------ | -------- | ------------ | ----------------- | -------------- | ------------------------------ |
| 1   | Felix Hertlein           | TW       | Deutscher    | 26. März 1992     | 2016           | SC DHfK Leipzig Handball       |
| 86  | Marcos Vinicios Colodeti | TW       | Brasilianer  | 9. Januar 1996    | 2023           | HT Tatran Prešov               |
| 3   | Fabian Huesmann          | LA       | Deutscher    | 11. Juni 1993     | 2012           | Eintracht Recklinghausen       |
| 4   | Tom Jansen               | RR       | Niederländer | 18. Juni 1998     | 2024           | VfL Gummersbach                |
| 5   | Julius Meyer-Siebert     | RR       | Deutscher    | 6. Juli 2000      | 2024           | SC DHfK Leipzig                |
| 10  | Kaspar Böttcher          | RA       | Deutscher    | 22. Januar 2005   | 2019           | Sparta Münster                 |
| 11  | Mark Artmeier            | RA       | Deutscher    | 6. Juli 2000      | 2022           | TuS Möllbergen                 |
| 13  | Ole Machner              | LA       | Deutscher    | 27. Dezember 2002 | 2024           | Füchse Berlin                  |
| 14  | Ian Hüter                | RM/RL    | /            | 22. Oktober 1997  | 2024           | TSV Bayer Dormagen             |
| 19  | Jakub Štěrba             | RA       | Tscheche     | 11. November 1996 | 2023           | TSV Bayer Dormagen             |
| 21  | Philip Jungemann         | KM       | Deutscher    | 9. September 1997 | 2023           | HC Elbflorenz                  |
| 25  | Marc-Andre Haunold       | RL, RM   | Österreicher | 14. Oktober 1999  | 2024           | Handballclub Fivers Margareten |
| 28  | Andreas Bornemann        | RR       | Deutscher    | 31. Januar 1994   | 2022           | TuS Ferndorf                   |
| 34  | Yonatan Dayan            | RM       | Israeli      | 6. Januar 2000    | 2022           | DJK Rimpar Wölfe               |
| 40  | Jonas Stüber             | KM       | Deutscher    | 2. Mai 1999       | 2023           | VfL Gummersbach                |
| 43  | Jann Keno Jacobs         | KM       | Deutscher    | 27. März 2002     | 2024           | Füchse Berlin                  |
| 44  | Alexander Coßmann        | KM       | Deutscher    | 8. April 2001     | 2024           | FC Barcelona                   |

Legende:
| - TW = Torwart | - RL = Rückraum Links - RM = Rückraum Mitte - RR = Rückraum Rechts | - LA = Linksaußen - KM = Kreismitte - RA = Rechtsaußen |

### Wechsel zur Saison 2024/25
| Zugänge                        | Zugänge              | Zugänge                              |
| Nation                         | Name                 | abgebender Verein                    |
| ------------------------------ | -------------------- | ------------------------------------ |
| Deutschland Vereinigte Staaten | Ian Hüter            | TSV Bayer Dormagen                   |
| Deutschland                    | Julius Meyer-Siebert | SC DHfK Leipzig                      |
| Niederlande                    | Tom Jansen           | VfL Gummersbach                      |
| Deutschland                    | Ole Machner          | Füchse Berlin                        |
| Deutschland                    | Jann Keno Jacobs     | Füchse Berlin                        |
| Deutschland                    | Alexander Coßmann    | FC Barcelona                         |
| Deutschland                    | Nikolas Katsigiannis | zuletzt TuS N-Lübbecke, Oktober 2024 |
| Stand: 31. Oktober 2024        |                      |                                      |

| Abgänge                | Abgänge              | Abgänge                           |
| Nation                 | Name                 | aufnehmender Verein               |
| ---------------------- | -------------------- | --------------------------------- |
| Deutschland            | Alexander Schulze    | TuS N-Lübbecke                    |
| Deutschland            | Björn Zintel         | HSG Nordhorn-Lingen               |
| Deutschland            | Jan Wesemann         | Eintracht Hildesheim              |
| Deutschland            | Nico Schöttle        | TVB Stuttgart (Zurück nach Leihe) |
| Deutschland            | Jan von Boenigk      | VfL Eintracht Hagen               |
| Deutschland            | Markus Fuchs         | Karriereende                      |
| Deutschland            | Nikolas Katsigiannis | TuS N-Lübbecke, Februar 2025      |
| Stand: 9. Februar 2025 |                      |                                   |

### Wechsel zur Saison 2025/26
| Zugänge              | Zugänge          | Zugänge                   |
| Nation               | Name             | abgebender Verein         |
| -------------------- | ---------------- | ------------------------- |
| Deutschland          | Jan Brosch       | TBV Lemgo                 |
| Kroatien             | Ivan Budalić     | HSG Nordhorn-Lingen       |
| Schweden             | Carl Gabrielsson | Kristiansand Topphåndball |
| Deutschland          | Lucas Firnhaber  | HSG Nordhorn-Lingen       |
| Deutschland          | Benedikt Kühn    | GWD Minden                |
| Polen                | Pawel Krawczyk   | Górnik Zabrze             |
| Slowenien            | Gašper Horvat    | HT Tatran Prešov          |
| Stand: 22. Juli 2025 |                  |                           |

| Abgänge                        | Abgänge              | Abgänge                  |
| Nation                         | Name                 | aufnehmender Verein      |
| ------------------------------ | -------------------- | ------------------------ |
| Deutschland                    | Felix Hertlein       | Karriereende             |
| Osterreich                     | Marc-Andre Haunold   | Alpla HC Hard            |
| Deutschland                    | Mark Artmeier        | Karriereende             |
| Deutschland                    | Philip Jungemann     | VfL Eintracht Hagen      |
| Israel                         | Yonatan Dayan        | HBW Balingen-Weilstetten |
| Tschechien                     | Jakub Štěrba         | GWD Minden               |
| Niederlande                    | Tom Jansen           | TuS Ferndorf             |
| Deutschland                    | Julius Meyer-Siebert | TuS Ferndorf             |
| Deutschland Vereinigte Staaten | Ian Hüter            | HSG Nordhorn-Lingen      |
| Deutschland                    | Jonas Stüber         | AEK Athen                |
| Stand: 17. Juli 2025           |                      |                          |

### Trainer- und Betreuerstab in der Saison 2024/25
| Name            | Funktion        |
| Trainerstab     | Trainerstab     |
| --------------- | --------------- |
| Jörn-Uwe Lommel | Trainer         |
| Thomas Isdepski | Athletiktrainer |

## Bekannte Spieler und Trainer

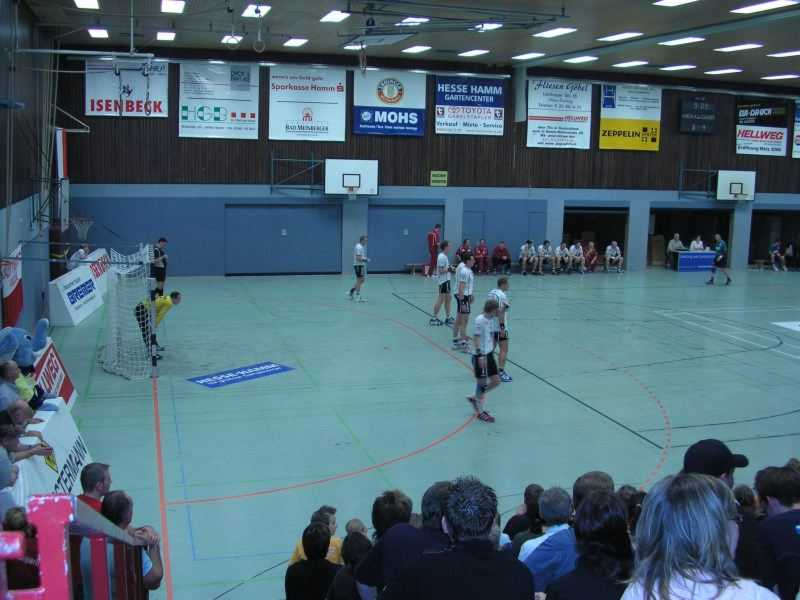
Spiel des ASV Hamm 04/69 im Oktober 2005

Bekannte Spieler des ASV waren bzw. sind zum Beispiel Maik Machulla, Mark Schmetz, Torsten Friedrich, Jiří Hynek, Martin Ziemer, Mario Clößner, Petr Házl, Frank Schumann, Chen Pomeranz, Andreas Simon, Vlatko Mitkov, Matthias Struck, Ondřej Zdráhala, Tomáš Mrkva, Jan-Lars Gaubatz, Stephan Just, Anne Müller und Nikolas Katsigiannis.
Trainiert wurde der ASV Hamm-Westfalen in der Vergangenheit u. a. von Kay Rothenpieler, Stephan Just, Maik Machulla (Spielertrainer), Jakob Schwabe (Interims-Spielertrainer), Jens Pfänder (als HSG-Ahlen-Hamm), Niels Pfannenschmidt, Michael Lerscht, Michael Hegemann und Jörn-Uwe Lommel. Bekanntester Co-Trainer war der ehemalige Torhüter und ASV-Spieler Torsten Friedrich.